# 楽しいボーリング
『楽しいボーリング』（The Bowling Alley Cat、1942年7月17日、劇場公開時『ボーリングの巻』）は『トムとジェリー』の作品のひとつ。日本においてはパブリックドメインである。

## スタッフ
- 監督 - ウィリアム・ハンナ、ジョセフ・バーベラ、マイケル・ラー、ルドルフ・アイシング（クレジット無し）
- 製作 - フレッド・クインビー（初公開版ではクレジット無し）、ルドルフ・アイジング（クレジット無し）
- 共同製作 - ウィリアム・ハンナ（クレジット無し）
- 脚本 - ウィリアム・ハンナ、ジョセフ・バーベラ（全員クレジット無し）
- 原画 - アーヴン・スペンス、ジャック・サンダー、ジョージ・ゴードン、セシル・サリー、レイ・エイブラムス、ピーター・バーネス、ビル・リトルジョン、エド・バージ（全員クレジット無し）
- 背景 - ジョセフ・スミス（クレジット無し）
- 撮影 - ジーン・ムーア（クレジット無し）
- 編集 - フレッド・マックアルピン（クレジット無し）
- 音楽 - スコット・ブラッドリー（クレジット無し）

## 作品内容
誰もいないボウリング場。ジェリーはレーンの上でフィギュアスケートのように踊っていた。だが、その陰からトムが狙っていた。トムはジェリーを追いかけ始め、それがボウリングのゲームに発展していき、二人はレーン上でドタバタを繰り広げる。
そのうちにトムはボウリングの球と一緒にレーンを転がっていってしまい、見事ストライクに。トムはレーンの向こうを突き抜けて外まで飛ばされてしまう。ジェリーのスコアはパーフェクト。ご満悦な様子のジェリーであった。

## 登場キャラクター
トム
ボウリング場で、滑りやすいレーンに悪戦苦闘しながらもジェリーを追いかけるが、反撃を喰らい続け最終的に敗北してしまう。
ジェリー
ボウリング場でトムに追いかけられるが、レーンの床が滑りやすいことを逆手にとり様々な方法を駆使して反撃。トムの攻撃を巧みにかわした後、最後はトムの尻尾をボウリング球と結び付け、場外へ追放。自身がストライクで勝利した。

## 補足
- ジェリーがレーンの上で踊っている時、BGMとして、『眠れる森の美女』の音楽が流れる。後の作品「氷あそび」にも同様の演出がされる。
- 本作品の1948年再公開版のエンドクレジットで「The End」の後に「An MGM Tom and Jerry CARTOON」が演出されたが、「MADE IN HOLLYWOOD, U.S.A.」は演出されなかった。